# Roger Schouwenaar
Roger Schouwenaar (Apeldoorn, 2 april 1959) is een voormalig Nederlands voetballer die als aanvaller speelde. Hij stond onder contract bij AZ '67, Beerschot VAC, FC Den Bosch '67 en Vitesse. Begin 1988 werd hij afgekeurd voor het spelen van betaald voetbal.
Hij speelde in vertegenwoordigende jeugdelftallen en nam deel aan het Europees kampioenschap voetbal onder 18 - 1977 en het Toulon Espoirs-toernooi 1979. Ook speelde hij in 1980 een officieuze wedstrijd voor het Nederlands B-voetbalelftal.
Na zijn spelersloopbaan werd Schouwenaar trainer. Hij werkte eerst in de jeugd bij RKDVC en FC Den Bosch '67 en was daarna hoofdtrainer bij achtereenvolgens WSV Well, Wilhelmina '26, RKVV Sint-Michielsgestel, VV Haarsteeg, WSC, VV Papendrecht, GVV Unitas, RKSV Schijndel en VV Hedel. Sinds begin 2012 is hij hoofd scouting bij FC Den Bosch. Daarnaast is Schouwenaar werkzaam bij de Provincie Noord-Brabant. Vanaf 2019 werkt hij als cursusleider voor Chinese voetbaltrainers in opdracht van de KNVB, hij doet samen met Jan Derks. Hij is een achterneef van Gerrie Schouwenaar.